# 赫斯巴赫
赫斯巴赫是德国巴伐利亚州的一个市镇。总面积30.60平方公里，总人口13188人，其中男性6546人，女性6642人（2011年12月31日），人口密度431人/平方公里。